# ترحيل المسلمين في سريلانكا 1990
جريمة ترحيل المسلمين من المقاطعة الشمالية من سريلانكا كانت بمثابة عملية تطهير عرقي اقترفها نمور تحرير التاميل - إيلام في أكتوبر 1990 بهدف إزالة الوجود الإسلامي من المناطق الشمالية من سريلانكا والتي يحارب نمور التاميل لإقامة دولة للعرق التاميلي عليها، خصوصاً وأنه شاع في أوساط التاميل اعتبار أن المسلمين مؤيدون للحكومة المركزية في كولومبو. حيث قام نمور التاميل بترحيل السكان المسلمين بالقوة والبالغ عددهم ما بين 75 إلى 80 ألف مسلم تحولوا إلى لاجئين. وفي أثناء مباحثات السلام عام 2000 اعتذر نمور التاميل عن هذه الجريمة وطلبوا من المسلمين العودة إلا أن القليل من المسلمين عادوا فعلاً إلى المقاطعة الشمالية.
فضلاً عن جريمة التطهير العرقي تلك، فإن أعمال إرهاب وترحيل واسعة للمسلمين قد سبقت ذلك بعدة سنوات. في 30 أكتوبر 1987 أمر المقاتلون التاميل العائلات المسلمة بمغادرة مدينة جفنا في غضون ساعتين فقط بالملابس التي يلبسونها وذلك قبل أن يقوم نمور التاميل بنهب بيوتهم، علماً بأن سكان جفنا من المسلمين في عام 1981 (أحدث إحصاء متوفر) كانوا 14,844.
كما ارتكب نمور التاميل مجزرة بحق المسلمين في 3 أغسطس 1990 قتلوا فيها 103 من المسلمين رمياً بالرصاص.